# Platiana
Platiana là một chi bọ cánh cứng trong họ 
Elateridae.
Chi này được miêu tả khoa học năm 1993 bởi Schimmel.

## Các loài
Các loài trong chi này gồm:
- Platiana aureolosa Schimmel, 1993
- Platiana bilyi Schimmel, 1999
- Platiana bolmi Schimmel, 1996
- Platiana brevicornis Schimmel & Platia, 1992
- Platiana brevisoides Schimmel & Platia, 1992
- Platiana dolini Schimmel & Platia, 1992
- Platiana flavea Schimmel, 1998
- Platiana flavicollis Schimmel & Platia, 1992
- Platiana fleutiauxi Schimmel & Platia, 1992
- Platiana franzi Schimmel, 1998
- Platiana gunungensis Schimmel, 1996
- Platiana hiekei Schimmel, 1995
- Platiana jenisi Schimmel, 1995
- Platiana laudata Schimmel, 2002
- Platiana loebli Schimmel, 1996
- Platiana pahangensis Schimmel, 1993
- Platiana poggii Schimmel & Platia, 1992
- Platiana rubricollis Schimmel, 1993
- Platiana sordidula Schimmel, 1998
- Platiana tarangensis Schimmel, 1993
- Platiana vermiculata Schimmel, 1998
- Platiana zerchei Schimmel & Platia, 1992